# Tsutomu Ema
Pour les articles homonymes, voir EMA.
 (juin 2015).
Si vous disposez d'ouvrages ou d'articles de référence ou si vous connaissez des sites web de qualité traitant du thème abordé ici, merci de compléter l'article en donnant les références utiles à sa vérifiabilité et en les liant à la section « Notes et références ».
Tsutomu Ema (江馬 務, dans l’ordre japonais Ema Tsutomu)), né le 2 décembre 1884, mort le 10 mai 1979 est un historien japonais, pionnier de l’histoire des mœurs.

## Biographie
Issu d’une famille de célèbres médecins de Kyōto, Ema grandit dans l’ancienne capitale impériale. Il entre en 1907 dans le Département d’histoire de l’Université impériale de Kyōto dont il sort diplômé en 1910. Il fonde l’année suivante le Groupe d’étude sur l’histoire des mœurs (Fūzokushi kenkyūkai) qui publie de 1916 à 1943 une revue intitulée Études de mœurs (Fūzoku kenkyū). Parmi ses principaux thèmes de recherches figurent l’histoire du vêtement et de la coiffure, ainsi que l’histoire des représentations fantastiques (yōkai et obake en japonais).
En 1949, il devient professeur à l’Université de jeunes filles de Kyōto.

## Œuvres
- Histoire des créatures étranges du Japon (日本妖怪変化史, Chūgai shuppan?), 1923
- Évolution des motifs vestimentaires du Japon (日本服飾文様の変遷, Kishibe insatsujo?), 1928
- Histoire générale des coiffures du Japon (日本結髪全史, Ritsumeikan shuppanbu?), 1936
- Histoire des mœurs du Japon (日本風俗史, Chijin shokan?), 1941
- Étude sur l’histoire des arts du spectacle (芸能史の研究, Hoshino shoten?), 1943
- Histoire générale des fêtes du Japon (日本歳事全史, Usui shobō?), 1949
- Histoire des fantômes (おばけの歴史, Gakufū shoin?), 1951